# Lankacythere multifora
Lankacythere multifora is een mosselkreeftjessoort uit de familie van de Trachyleberididae. De wetenschappelijke naam van de soort is voor het eerst geldig gepubliceerd in 1992 door Mostafawi.